# 横手武士団
横手武士団（よこてぶしだん）は関ヶ原の戦い後、佐竹義宣の国替えに伴い、常陸国から出羽国横手に移住した武士の総称。

## 概要
400年続いた小野寺氏統治の本拠地であった横手は、在地勢力の反発が激しく、新領主となった佐竹氏は常戦体制の家臣団を配置して領国経営にあたった。横手は秋田県内にいくつか存在する佐竹配下の城下町とは一線を画した存在で、久保田城下に次ぐ規模を誇る武家町だった。
横手には複数の武士団が存在しが、江戸時代を通して戦国期の戦時体制を保ったまま幕末を迎える。
戊辰戦争では、秋田藩と新政府の指揮命令体制など、多くの不明により、多くの命を失う。

## 歴史

### 武家町 横手のはじまり
1. 横手朝倉城搦手城代に向左近宜政が赴任して、城下に家臣団を配属。
2. 慶長8年、朝倉城を築城替えして城代　須田美濃守が作事奉行となり、旭川の流域の付け替えを行って、下内町に市街地を造成。
3. 角館から茂木百騎衆（佐竹殿様の直臣）が入植。

### 戸村氏 横手城代となる
1. 寛文12年（1672年）佐竹氏一門の戸村十太夫義連が横手城の城代となると、下内町の武士団は戸村組下（佐竹氏の陪審）に編入される。

### 戸村氏の菩提寺「龍昌院」
- 龍昌院は戸村家の菩提寺であり、佐竹氏の国替えに伴い、常陸の国から移転して、貞享3年（1686年）に現在地に再建された。
- 昭和31年（1956年）、横手北小の敷地拡張のため、戸村家累代の墓地は改装されている。
- 戊辰戦争の横手落城の際、戦死した横手武士が埋葬されている。

## 行政

### 横手城と行政のしくみ
1. 横手城には「御役所」が置かれ、2～3人の取次役が詰めていた。
2. （久保田の）藩庁からの指令を実行する役目を果たした。
3. 藩庁から、横手給人に宛てた指示は、取次役を通して武家町の世話役に通達された。
4. 御条目（ごじょうもく）といわれる重要な指令は、世話役が写しを持ち帰って、町内で読み聞かせて徹底を図った。
5. 横手には、郷校書院教授（ごうこうしょいんきょうじゅ）、物書（ものかき）、米倉役（こめくらやく）＝御蔵役、郡方御用係の専門職が置かれた。
6. 横手城下には町奉行（民生を取り仕切る役職）は置かれていなかった。町方や近郷の村々の民政に関する問題や事件の処理にあたっては、その都度、取次役が給人を任命して派遣し、町方の庄屋・村方の肝煎（きもいり）・長百姓（おとなひゃくしょう）らとともに対応していた。
7. 一方、武家の事件では、当事者間の示談で内々に解決することが原則になっていた。

### 秋田藩の領国検地にみる横手の特異性
1. 佐竹氏は入部から50年間に3回の総検地が行われたとされているが、横手市域に関しては検知帳などが現存していない。
2. 入部直後の一回目の検地では、在地勢力を力ずくで抑えながら、大まかな土地把握を行った。
3. 在地勢力に対しては、排除か懐柔するかした。彼らに士分を与えて村から切り離し、新しい町を作って集住させた。
4. 小野寺氏の旧臣は角間川と刈和野で”在郷給人”と足軽町となる。
5. 佐竹義宜は新参家臣の渋江政光を家老に登用し、検地とともに、在地勢力を説得して束ねる役割を任せた。

※元和6年（1620年）の一国一城令により、多くの支城は廃止されるが、大館城とともに横手城は広大な領地を収める拠点として存続が認められた。

### 組織の整備と横手武士団
1. 秋田藩では、藩政の実務を担当する（藩主）直臣（じきしん）の武士のことを給人（きゅうにん）と呼んだ。
2. 給人の中でも知行150石以上の武士が一騎（いっき）で、戦陣では騎馬武者となる格式を与えられ、能力に応じて奉行相当の役職に就けた。
3. 横手武士団を構成する”給人”のほとんどは、これに次ぐ70石以上の者駄輩（だはい）か、30石以上を給付されて実務を担当する役人である不肖（ふしょう）である。
4. 横手武士団のほとんどが、戦場で鑓・刀を持って実際に闘う戦士に相当する武士達で構成された。
5. 横手には、横手給人のほかにも、佐竹直属の足軽隊が4組（150人）居た。
6. 横手には、戸村氏や向氏が抱える陪臣や、一般の給人が抱える下人も多数居た。

### 横手給人の業務
1. 350人前後の給人が横手城本丸の警備を本務として配置されていた。
2. 15組（大番組）に分かれて月に一度、二日二夜の勤番を行う。

### 横手給人の格式
- 給人以下の石高と家格は、厳格に区別されており、原則として給人と陪臣の縁組は許されなかった。
- 延宝4年（1676年）、秋田藩では家臣団の編成方式を変更する。藩主の直臣である在々給人たちは、一律に、城代・所預の支配下（組下）にされたが、あくまでも主君は久保田藩主である。
- 明和8年（1771年）、横手の武士総数271名の俸禄を書き上げた『横手分限帳』には80％の武士が不肖・近進（内容は不明）身分の下級武士で構成されていた。

### 経済的な苦労をした江戸期の武士たち
1. 藩から支給される給料形態には、行高を宛がわれる、蔵米を現物支給された扶持取り、高と扶持の両方を受け取るとの3つの者がいた。
2. 知行は、藩主から与えられる本田（ほんでん）と、各自が開発した新田（しんでん）の合計が高になった。
3. 横手武士の場合、禄高の30-50％が新田であった。下級武士ほどその割合が高くなっていく傾向だった。
4. 次男、三男が分家する場合には、新田が宛がわれた。
5. 藩は、本田の知行を少しづつ取り上げて直轄地にする政策を取っていくので、横手武士たちは新田開発に取り組まざるを得なくなっている。